# Joseph Johan Wilhelm IJsselmuiden
Joseph Johan Wilhelm IJsselmuiden (Arnhem, 23 maart 1887 - Arnhem, 1 april 1967) was een Arnhemse politicus die gemeentelijk, provinciaal en landelijk actief was voor de Roomsch-Katholieke Staatspartij en de Katholieke Volkspartij.
Joseph Johan Wilhelm IJsselmuiden was een zoon van de winkelier Augustinus IJsselmuiden en de Arnhemse slagersdochter Anna Bernardina Wouters. Na de katholieke kostschool Huize Ruwenberg in Sint Michielsgestel ging IJsselmuiden naar de gemeentelijke Hogere Burgerschool in Arnhem. Hij behaalde in 1907 zijn M.O.-boekhouden. Vervolgens werd hij assistent-accountant en vanaf 1911 accountant in Arnhem.
Al in 1904 was IJsselmuiden actief in het katholieke verenigingsleven. Hij was een van de medeoprichters van de katbolieke burgerjongelingvereniging Sint Carolus Boromeus. Van 1906 tot 1923 was hij bestuurslid van Katholieke Sociale Actie. Daarna vervulde hij nog diverse bestuurslidmaatschappen van allerlei katholieke verenigingen. Hij trouwde in 1912 met Theodora Francisca Hendrika Brons, die in 1951 overleed. In 1955 hertrouwde hij, met Josepha Wilhelmina Elisabeth Brons. Hij kreeg twee zoons.
Van 1919 tot 1962 was hij lid van de Provinciale Staten van Gelderland, met onderbrekingen van 1932 tot 1935 en 1941 tot 1946. Van 1919 tot 1941 was hij daarnaast ook lid van de Arnhemse gemeenteraad. Tevens was hij enkele jaren de eerste katholieke wethouder van sociale zaken (1919-1921) en financiën (1923-1925).
In 1932 werd IJsselmuiden gekozen tot lid van de Eerste Kamer der Staten-Generaal, waar hij onder meer sprak over gemeentefinanciën, verkeer, PTT en belastingen. In 1933 verkaste hij naar de overkant van het Binnenhof, en was hij van 1933 tot 1950 lid van de Tweede Kamer der Staten-Generaal. Hij was van 1942 tot 1944 geïnterneerd in het Gijzelaarskamp te Sint-Michielsgestel. Daar hield hij zich onder meer bezig met financiën van lagere overheden, verkeer, PTT, landbouw, belastingen en defensie. Hij was voorzitter van de begrotingscommissie voor Binnenlandse Zaken en de begrotingscommissie voor Financiën. Van 1948 tot 1950 was hij voorzitter van de Commissie van Voorbereiding voor de ontwerp-Wet materiële oorlogsschaden. Nadat deze haar werkzaamheden had afgerond nam hij, zoals hij al in 1948 had aangekondigd, ontslag als Kamerlid.
Parallel aan zijn laatste jaren als Kamerlid, was IJsselmuiden ook gekozen in de Gedeputeerde Staten van Gelderland, waar hij van 1946 tot 1962 gedeputeerde zou blijven. In 1957 was hij enkele maanden waarnemend Commissaris van de Koningin in Gelderland.